# Marøya
Marøya est une petite île de la commune de Nærøysund , en mer de Norvège dans le comté de Trøndelag en Norvège.

## Description
L'île de 3,1 km2 fait partie de l'archipel de Vikna. Elle est du côté est du détroit de Nærøysundet (en), face à Rørvik (île d'Inner-Vikna). Marøya est aujourd'hui considérée comme un quartier de Rørvik, et se caractérise par sa croissance démographique. 
Il y a eu un important développement de logements, ainsi qu'un développement industriel, ces dernières années. Marøya est relié au continent via le Marøysund Bridge (en) et le Nærøysund Bridge (en) vers Rørvik et Vikna par la route départementale 770.

## Galerie

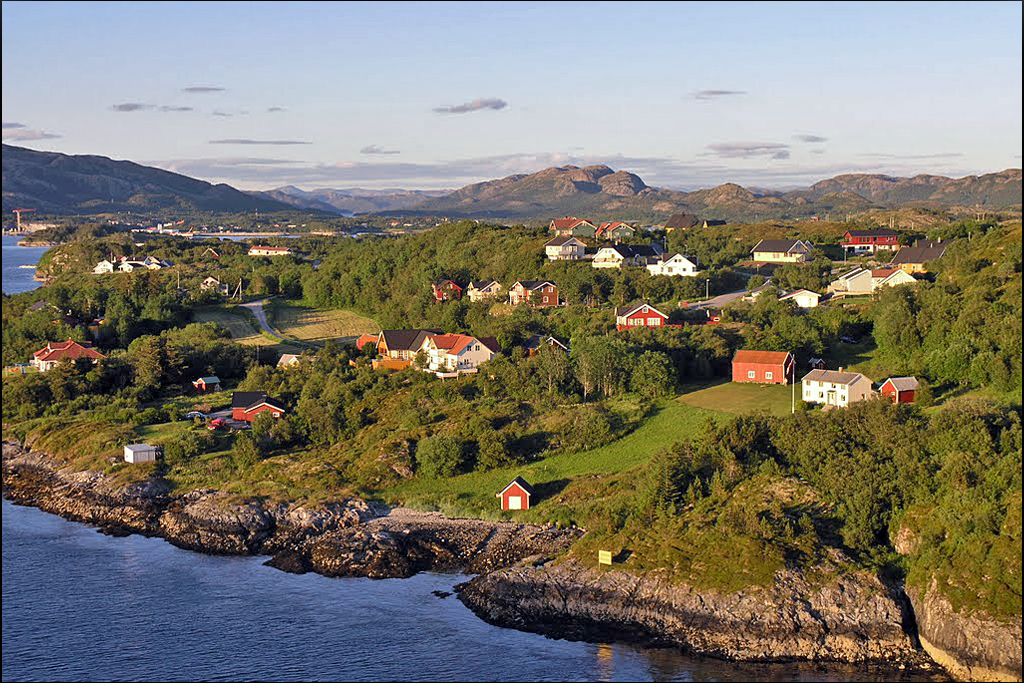
Marøya
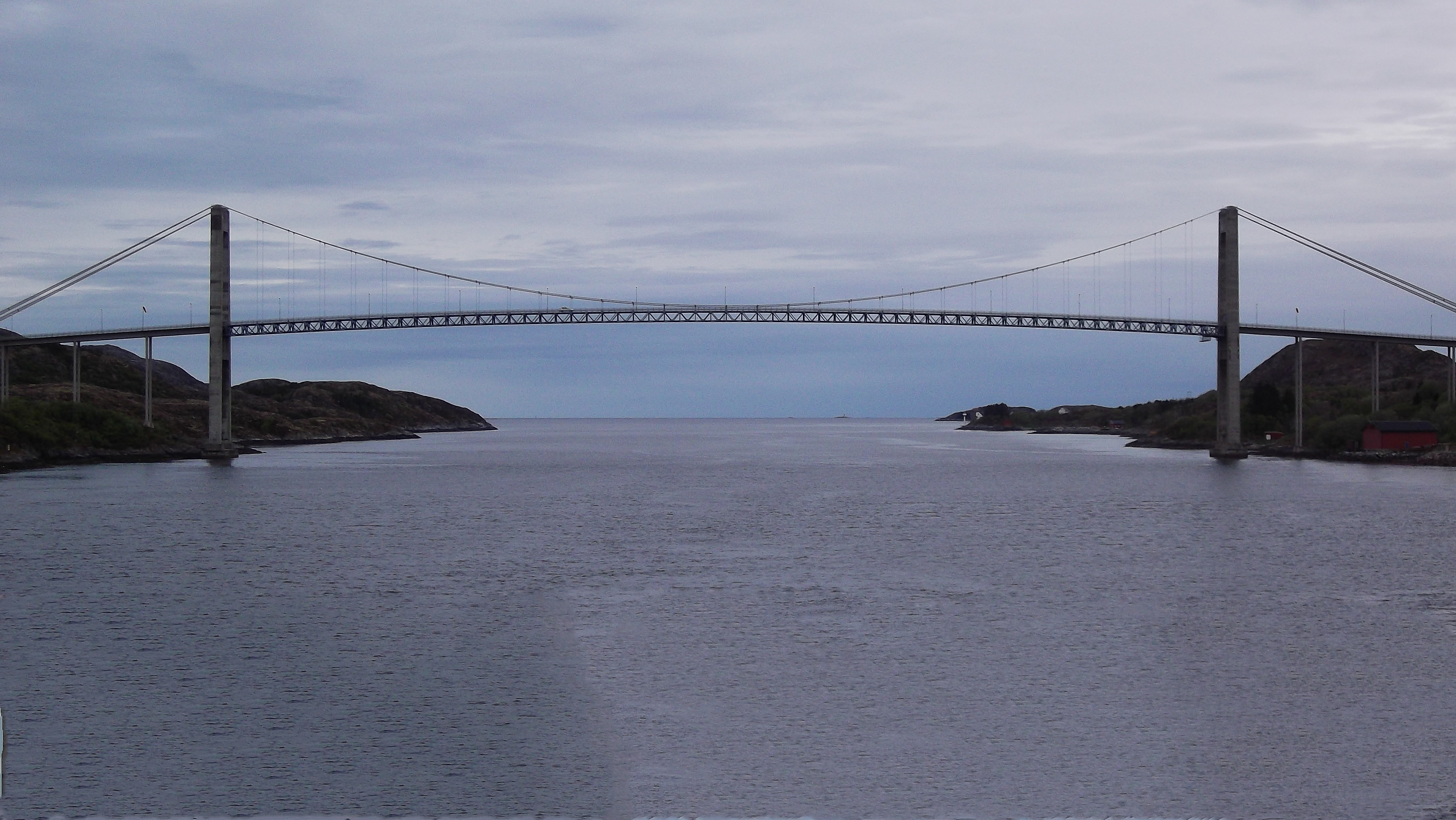
Pont de Nærøysund